# 1,000 Hours
1,000 Hours —en español: 1.000 horas— es el primer material lanzado al mercado de la banda californiana de punk rock Green Day. Fue lanzado en abril de 1989 bajo el sello de la discográfica Lookout! Records. El EP contenía 4 pistas escritas por el vocalista y guitarrista Billie Joe Armstrong.
Las canciones de este EP se pueden encontrar en el álbum recopilatorio de la banda 1,039/Smoothed Out Slappy Hours. El disco fue grabado con el nombre de la banda como Sweet Children, pero una noche antes de que el disco saliera decidieron cambiarlo. En la grabación original hecha en Lookout! aparecían 3 canciones más de las sesiones del disco, uno era una versión de la banda de ska punk Operation Ivy y otras dos canciones raras que también aparecen en Green Day at the Berkeley Square, KALX Radio.

## Grabación y lanzamiento
1.000 Hours, fue grabado en 1988, mientras que la banda se llamaba todavía "Sweet Children", y puesto en libertad en abril de 1989 en vinilo solamente, con diferentes colores de vinilo disponibles [rojo, azul, verde, morado, amarillo y transparente] en cantidades limitadas.
Tras su lanzamiento, que también estaba disponible con una cubierta de color rosa, la banda cambió su nombre a Green Day, a pesar de las objeciones del propietario de "Lookout Records" Lawrence "Larry" Livermore.
En 1991, todas las canciones de "1000 Hours se volvieron a publicar en "1039/Smoothed Out Slappy Hours". Desde el 24 de marzo del 2009, "1,000 Hours" (junto con "Slappy") ha vuelto a imprimir como un bono a la reedición en vinilo del álbum 39/Smooth.

## Listado de canciones
Todas las canciones escritas por Green Day.

| Cara A |               |          |  |
| N.º    | Título        | Duración |  |
| 1.     | «1,000 Hours» | 2:24     |  |
| 2.     | «Dry Ice»     | 3:43     |  |
| 6:07   |               |          |  |

| Cara B |                  |          |  |
| N.º    | Título           | Duración |  |
| 1.     | «Only of You»    | 2:44     |  |
| 2.     | «The One I Want» | 2:59     |  |
| 5:43   |                  |          |  |

## Créditos
- Billie Joe Armstrong: Voz y guitarra.
- Mike Dirnt: Bajo y coros.
- Al Sobrante: Batería.

- Datos: Q976888